# Анитрела
Анитрела (итал. Anitrella) је насеље у Италији у округу Фрозиноне, региону Лацио.
Према процени из 2011. у насељу је живело 2108 становника. Насеље се налази на надморској висини од 224 м.